# Miguel Caldés
Artikeln följer den spanska namnseden; faderns efternamn är Caldés och moderns efternamn Luis.
Miguel Caldés Luis, född den 27 september 1970 i Bolivia, död den 4 december 2000 i Camagüey, var en kubansk basebollspelare som tog guld för Kuba vid olympiska sommarspelen 1996 i Atlanta, och som även tog silver vid olympiska sommarspelen 2000 i Sydney.
Caldés avled i december 2000 efter en trafikolycka.